# Synagoge (Bolechiw)

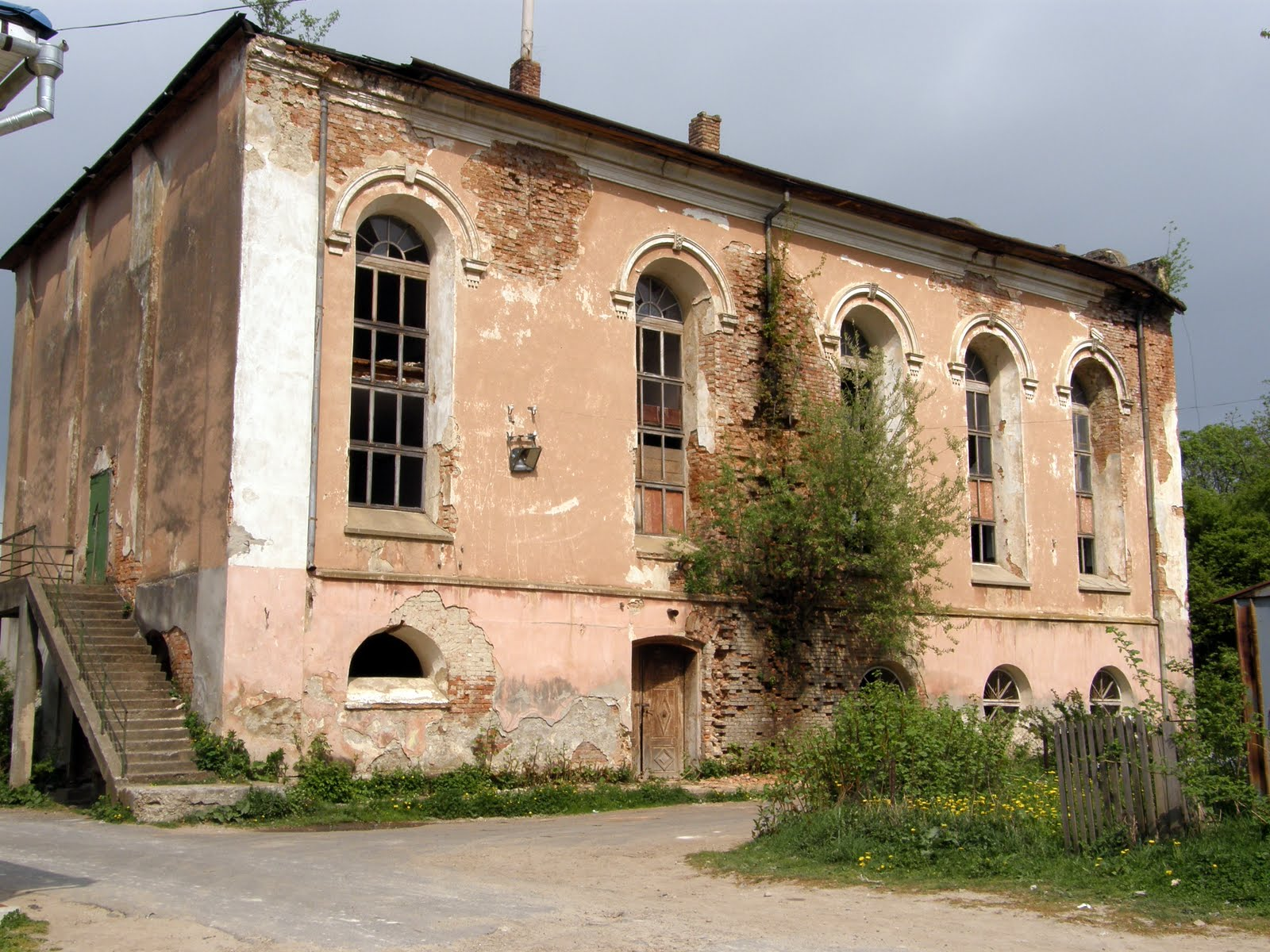
Synagoge in Bolechiw

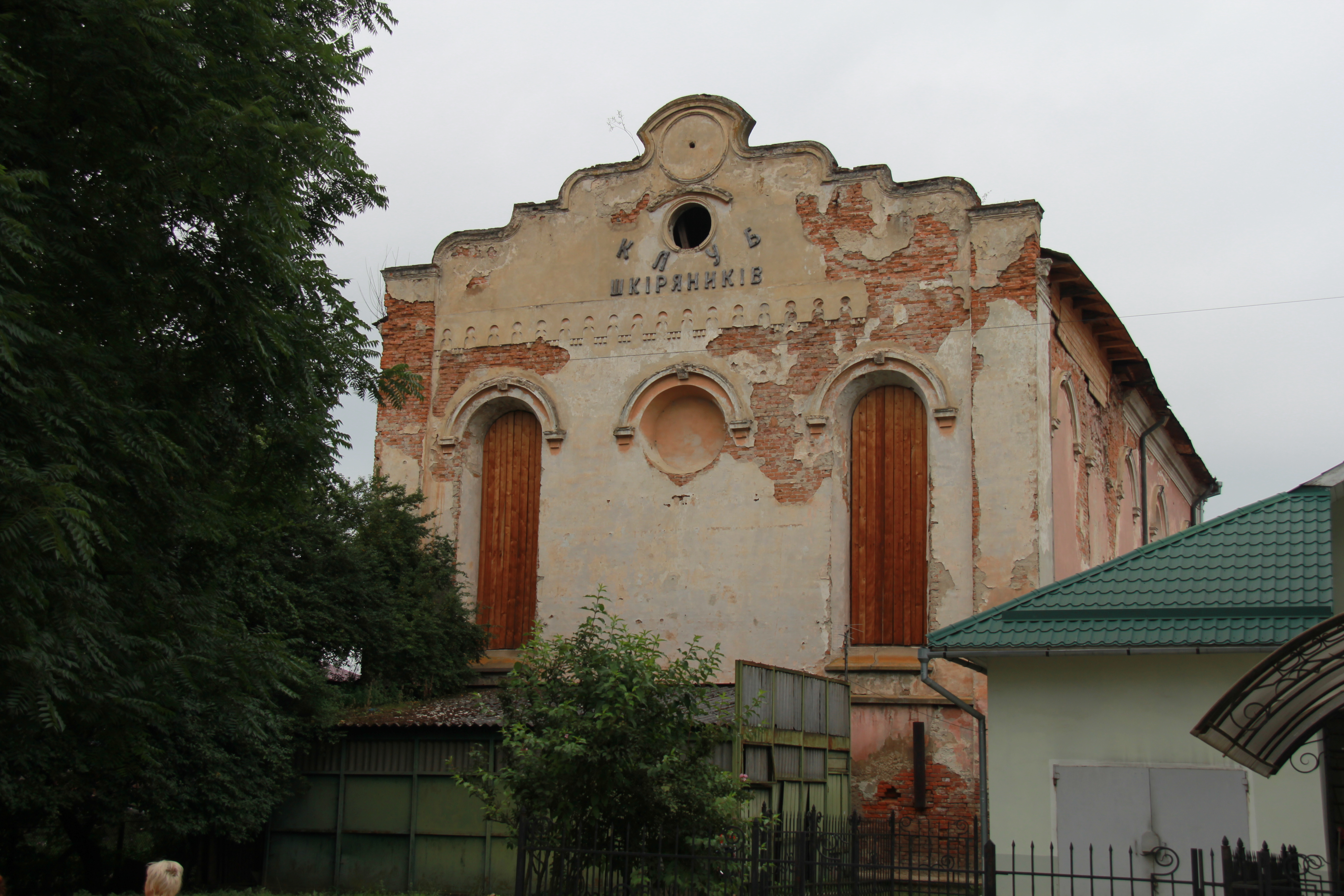
Ostseite (2016)

Die Synagoge in Bolechiw, einer ukrainischen Stadt in der Oblast Iwano-Frankiwsk, wurde um 1800 errichtet. Die Synagoge wurde westlich des Marktplatzes an der Stelle einer Holzsynagoge erbaut. 
Nach dem Zweiten Weltkrieg wurde die Synagoge zweckentfremdet. Seit Jahren steht das Gebäude leer und verkommt immer mehr.